# Кавказька полонянка!
«Кавказька полонянка!» (або «Кавказька полонянка-2») — російська комедія режисера Максима Воронкова. Є римейком комедії Леоніда Гайдая 1966 року, хоча, за словами режисера Воронкова, він хотів зняти не римейк, а «зробити великий кіно-атракціон для молодого покоління». Прем'єра фільму відбулася 21 серпня 2014 року. Фільм у російському прокаті мав вікове обмеження 12+ і був присвячений пам'яті Іллі Олейникова. Як і у випадку з оригіналом картини, зйомки проходили в Криму, а не на Північному Кавказі. Теглайн: «Історія повторюється!»

## Сюжет
Сюжет в цілому повністю повторює історію оригінальної комедії: журналіст Сашко прилітає на Кавказ з метою вивчення місцевої культури і фольклору. У місті Горську він зустрічає дівчину, яку звуть Ніна. З нею задумав одружитися губернатор Горська Георгій Гаджиєвич Саахов. Використовуючи журналіста, Саахов та його підручні (Боягуз, Бовдур і Бувалий) викрадають Ніну. Зрозумівши, що його ошукали, Шурик кидається рятувати кохану дівчину.
Втім, є й деякі відмінності від оригіналу. Наприклад, Ніна закохується в Шурика не за збігом обставин, коли доля зіштовхує їх неодноразово разом, а від самого початку фільму. Крім того, змінено кінцівку сюжету.

## В ролях
- Дмитро Шаракоїс — Шурик, журналіст (озвучував Сергій Бурунов)
- Анастасія Задорожна — Ніна
- Геннадій Хазанов — мер Горська Саахов Георгій Гаджиєвич / суддя у фіналі
- Арарат Кещян — Джабраїл, дядько Ніни і шофер Саахова
- Михайло Тарабукін — Едік, водій «Швидкої допомоги»
- Микола Добринін — шахрай Бовдур
- Семен Стругачев — шахрай Боягуз
- Сергій Степанченко — шахрай Бувалий
- Михайло Єфремов — адміністратор готелю
- Юлій Гусман — головний лікар психлікарні
- Руслана Писанка — таксистка
- Любов Тихомирова — Саїда, дружина Джабраїла, тітка Ніни
- Вероніка Воронкова — донька Джабраїла
- Михайло Богдасаров — гостинний господар, тамада на іменинах
- Евклід Кюрдзідіс — поліцейський
- Ігор Гаспарян — поліцейський з шашличної
- Гія Гагуа — метрдотель
- Лариса Удовиченко — медсестра
- Михайло Владимиров — таксист Давид
- Володимир Епіскопосян — шашличник
- Антон Єскін — пацієнт «Кутузов»
- Роман Савченко — пацієнт на лавці
- Олексій Дмитрієв — пацієнт на лавці (в титрах помилково вказана роль «Кутузов»)
- Володимир Дьячков — постоялець у готелі
- Лоліта Аушева — гостя
- Сергій Животов — постоялець у готелі
- Поліна Кутіхіна (каскадер)

## Прокат та критика
На картину обрушився шквал негативної критики. Вкрай негативні огляди фільму опублікували видання «Афіша», «Комсомольская правда», Газета.ru, Mail.ru. Більшість цих відгуків зводилися до того, що римейк — невдала копія картини Гайдая, яку відтворює майже покадрово; а рідкісні моменти, в яких фільм відходить від оригіналу, вийшли вульгарними і невдалими.
На сайті Megacritic оцінка фільму становить 25 балів зі 100, на КиноПоиск — 1,1 з 10. Також фільм провалився в прокаті, зібравши 179 843 $ при бюджеті 3,5 млн $.

## Думки акторів про фільм
Анастасія Задорожна:
Ніхто не прагне щось переплюнути. Це як п'єса, яку хочеться зіграти. Але в рамках оригіналу. 

Геннадій Хазанов:
Ви знаєте, я взагалі не великий шанувальник всякого роду римейків. Але оскільки моя участь у цьому фільмі була зумовлена проханням мого вмираючого друга, який повинен був цю роль грати (я кажу зараз про Іллю Олейникова), я собі жодних запитань уже не ставив. 

Дмитро Шаракоїс:
Одне можу сказати: ми, артисти, працювали чесно, віддавалися на сто відсотків. Але є ще режисерська робота, монтаж. І різні інші компоненти, які не від нас залежать. Ну і ще скажу по секрету: зйомки завершилися два з гаком роки тому, а на сьогодні не всім з групи повністю виплатили зарплату. Зокрема й мені. Це не надто приємно. Я дивився на екран і думав: цікаво, де ж мої грошики, заплатять все ж чи кинули? 